# داود يوردان
داود يوردان (بالإندونيسية: Daud Yordan)‏ مواليد 10 يونيو 1987 في كيتابانغ، إندونيسيا، هو ملاكم محترف إندونيسي يصنف ضمن فئة الوزن الخفيف.

## إحصائيات
خاض خلال مسيرته 43 نزالا، فاز في 38 ولم يتعادل وخسر في 4. فاز بالضربة القاضية في 26 نزالا.

## روابط خارجية
- داود يوردان على موقع بوكس ريك (الإنجليزية) (registration required)